# Drogenbeauftragter
Die Hauptaufgabe eines Drogenbeauftragten ist es, die Bevölkerung über die Gefahren von Missbrauch und Abhängigkeit – speziell von Drogen – aufzuklären. Außerdem führen Drogenbeauftragte Drogenberatungen durch und erfassen Statistiken über den Drogengebrauch in den verschiedenen Bundesländern. Auf Bundes- und Landesebene werden sie vom Staat beschäftigt, in größeren Städten können sie bei privaten Unternehmen angestellt sein. 
Seit 1992 gibt es das Amt des Drogenbeauftragten der Bundesregierung im Geschäftsbereich des Bundesministeriums für Gesundheit Deutschlands.